# 幸成站

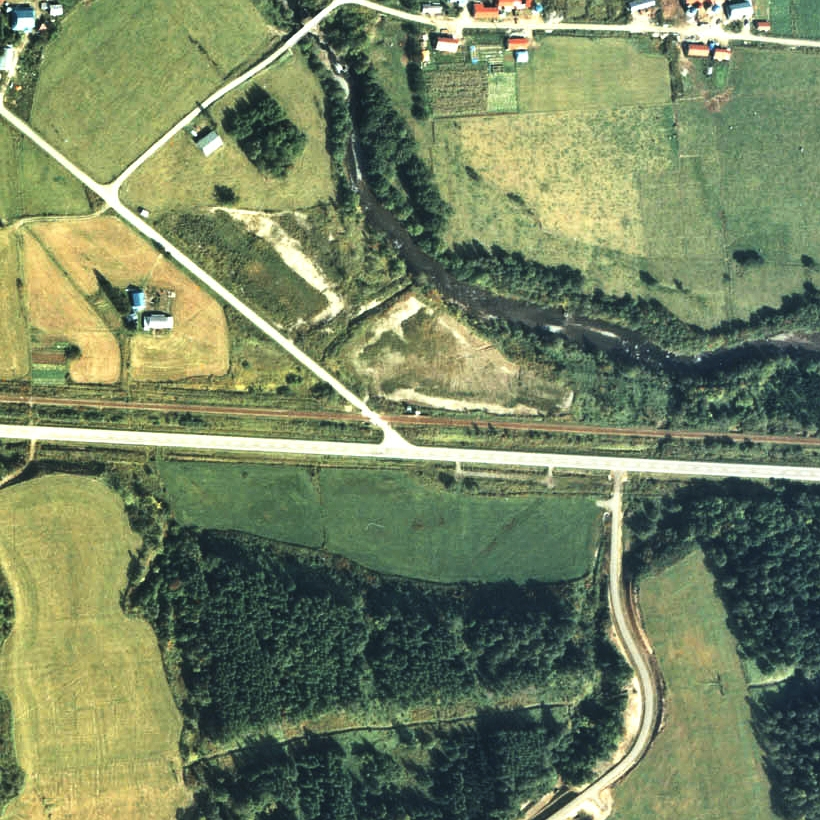
1977年的幸成臨時乘降場與方圓約500米範圍。右方是紋別方向。月台中間外邊設有白色候車室。圖中也可看見藍色屋頂的古老候車室。

幸成站（日语：／ Kōsei eki */?）是位於北海道上川郡下川町一之橋，北海道旅客鐵道（JR北海道）的名寄本線車站（廢站）。隨著名寄本線廢線，車站在1989年（平成元年）5月1日廢除。
部分普通列車通過此站。截至1989年（平成元年）4月30日（廢除前的時間表），下行1班與上行3班通過此站）。

## 歷史
- 1956年（昭和31年）4月30日 - 日本國有鐵道（國鐵）名寄本線幸成臨時乘降場（局（日语：鉄道管理局）設定）啟用。
- 1987年（昭和62年）4月1日 - 伴隨國鐵分割民營化，車站由北海道旅客鐵道（JR北海道）營運。同時升級至車站，名為幸成站。
- 1989年（平成元年）5月1日 - 名寄本線全線廢除，此站也廢除。

## 車站構造
截至車站廢除前，車站是一座地面車站，設有1面1線的單式月台。月台位於路軌北邊（遠輕方向的列車會開啟左邊車門）。此站沒有轉轍器。
此站源自臨時乘降場，因此為無人車站。此站沒有車站大樓，只有使用預製組件建成的候車室。月台靠近名寄一方設有斜道。

## 站名的由來
車站名稱取自附近的地名「幸成」。

## 車站周邊
- 國道239號（日语：国道239号）（下川國道）[6]
- 名寄川（日语：名寄川）[6]
- 摩三路川[6]
- 名士巴士（日语：名士バス）「幸成」巴士站

## 現況
截至2000年（平成12年），車站已經沒有任何痕蹟。截至2010年（平成22年），截至2011年（平成23年）也是同樣，站內漸漸被山白竹覆蓋，變成荒野。

## 相鄰車站
北海道旅客鐵道（JR北海道）
名寄本線
二之橋－幸成－一之橋

## 注腳